# Équipe cycliste Vini Zabù
L'équipe cycliste Vini Zabù est une équipe cycliste professionnelle italienne, active entre 2009 et 2021. Elle s'est appelée successivement ISD, Farnese Vini, Yellow Fluo, Neri Sottoli, Southeast-Venezuela, Wilier Triestina-Southeast et Neri Sottoli-Selle Italia-KTM. Durant son existence, elle court avec une licence UCI de deuxième division.
Basée en Toscane et dirigée depuis sa fondation par les anciens coureurs Angelo Citracca et Luca Scinto, l'équipe a remporté dans son histoire trois étapes du Tour d'Italie (une en 2011 et deux en 2012) et à deux reprises le classement final de la Coupe d'Italie (2014 et 2015).

## Sponsors et financement
L'équipe apparaît en 2009, avec pour principal sponsor ISD (Union industrielle du Donbass), entreprise ukrainienne de l'industrie métallurgique.
En 2011, ISD quitte l'équipe pour remplacer Farnese Vini comme co-sponsor de l'équipe Lampre. Farnese Vini fait le chemin inverse et remplace ISD en tant que sponsor principal. Neri Sottoli, entreprise du secteur agro-alimentaire qui finançait déjà l'équipe espoirs d'ISD, reste présente. L'équipe prend donc le nom de « Farnese Vini-Neri Sottoli ». Après le retrait de Neri Sottoli, l'équipe devient Farnese Vini-Selle Italia pour la saison 2012 à la suite de l'arrivée comme co-sponsor de Selle Italia. En 2013, l'équipe porte le nom Vini Fantini-Selle Italia. Vini Fantini est la nouvelle marque sous laquelle sont distribués les produits de Farnese Vini. Au printemps 2013, le coureur Danilo Di Luca est recruté et amène avec lui le sponsor de son ancienne équipe, Acqua e Sapone, qui apparaît sur le maillot de l'équipe Vini Fantini lors du Tour d'Italie.
Depuis 2010, l'équipe est équipée par les cycles MCipollini, compagnie créée par l'ancien coureur Mario Cipollini. Celui-ci travaille depuis 2008 en tant que consultant pour l'équipe ISD. Il en a dessiné le maillot, jaune fluo, blanc et noir,.

## Histoire de l'équipe

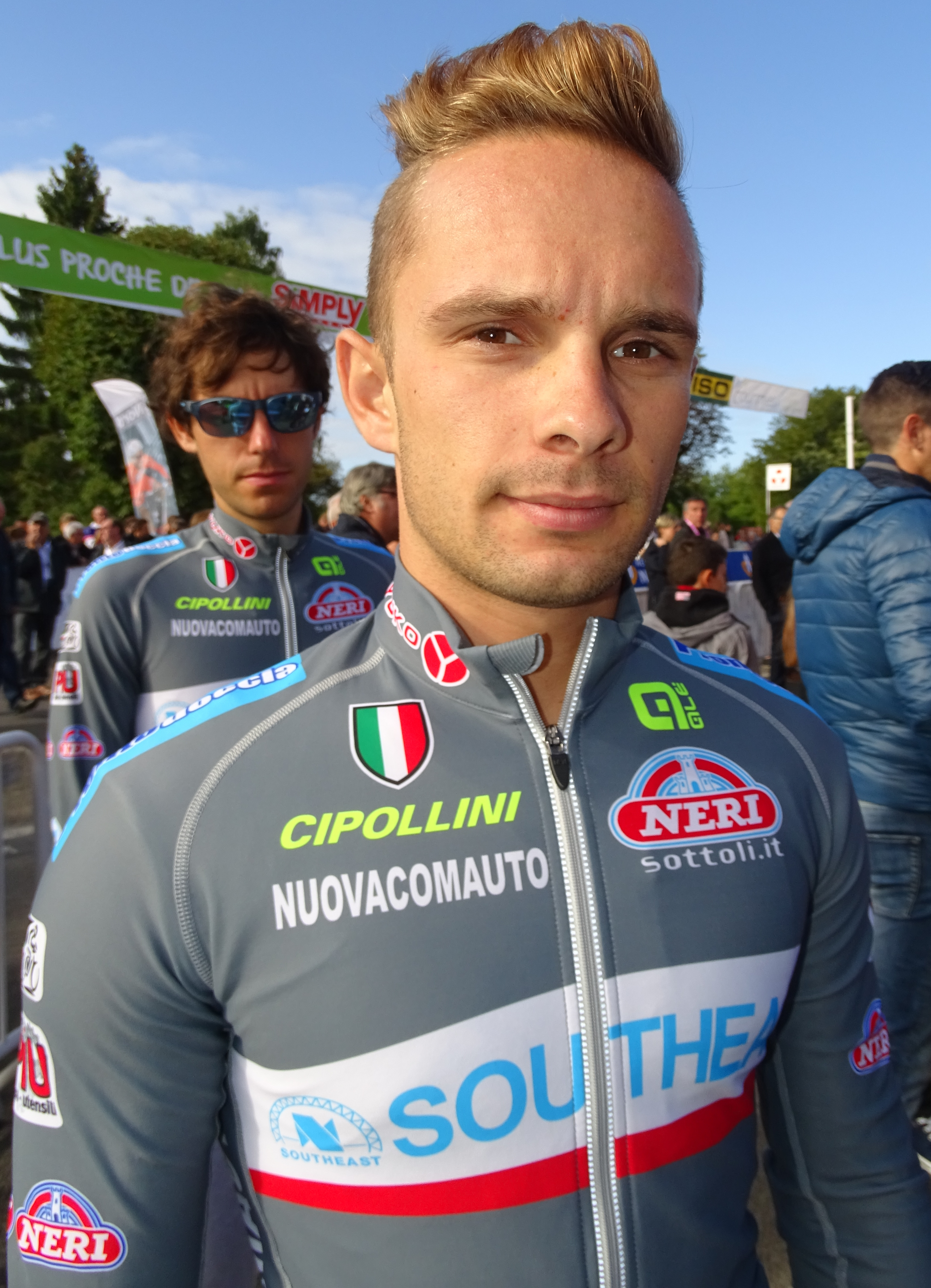
Jakub Mareczko, vainqueur de plus de 50 courses en quatre ans avec l'équipe.

L'équipe ISD est créé en 2009. Elle est dirigée par Angelo Citracca et Luca Scinto, et basée sur l'équipe amateur italienne Neri Lucchini. Giovanni Visconti et Dmytro Grabovskyy, tous deux anciens coureurs de cette équipe, ont été recrutés pour la première saison en 2009,.
En 2013, l'équipe désormais appelée Vini Fantini-Selle Italia recrute notamment Stefano Garzelli, vainqueur du Tour d'Italie 2000, Mauro Santambrogio, et le sprinteur Francesco Chicchi. Filippo Pozzato quitte l'équipe. Durant les premiers mois de l'année, Mauro Santambrogio confirme le rôle de leader qui lui est dévolu. Troisième du Trofeo Laigueglia, cinquième du Grand Prix de la ville de Camaiore, il gagne fin avril le Grand Prix de l'industrie et de l'artisanat de Larciano. Il obtient plusieurs places d'honneur lors de courses à étapes : sixième du Tour de San Luis 2013, septième de Tirreno-Adriatico, deuxième du Tour du Trentin.
Oscar Gatto obtient également de bons résultats en début d'année. « Libéré » par le départ de Filippo Pozzato dont il était un équipier, il devient le premier Italien à remporter À travers les Flandres. Il se classe troisième du Grand Prix de Larciano, vingtième de Milan-San Remo, quinzième du Tour des Flandres, mais ne peut pas participer aux autres classiques flandriennes du World Tour, l'équipe n'y étant pas invitée,.
En avril, Vini Fantini-Selle Italia recrute Danilo Di Luca,. Il amène avec lui le sponsor de son ancienne équipe, Acqua e Sapone, qui apparaît sur le maillot de l'équipe Vini Fantini lors du Tour d'Italie,. Le 24 mai, la Gazzetta dello Sport annonce qu'il est positif à l'EPO lors d'un contrôle inopiné à son domicile effectué le 29 avril.  Il risque désormais une suspension à vie et est immédiatement licencié par son équipe. Malgré ce cas de dopage, l'équipe réalise un bon Tour d'Italie par le biais de Mauro Santambrogio qui remporte la quatorzième étape devant Vincenzo Nibali et prend la neuvième place finale. Cependant, le 3 juin, son contrôle positif à l'EPO à l'issue de la première étape est annoncé, le deuxième pour Vini-Fantini sur ce Giro après Danilo Di Luca. Il est licencié le jour même par son équipe puis suspendu et disqualifié de ses résultats.
À l'issue de la saison 2013, Vini Fantini devient sponsor principal de l'équipe Nippo-De Rosa. L'équipe prend alors le nom provisoire de Yellow Fluo, tout en restant en Continental Pro. En décembre, il est annoncé que l'entreprise agroalimentaire Neri Sottoli devient le nouveau sponsor de l'équipe, qui prend alors son nom courant mars 2014.
En décembre 2014, l'équipe est suspendue du Mouvement pour un cyclisme crédible (MPCC), mais sa licence d'équipe continentale professionnelle est maintenue par l'UCI. Luca Scinto, directeur sportif depuis le début de l'équipe en 2009, quitte le staff de l'équipe pour s'occuper de l'équipe junior créée en mémoire de Franco Ballerini. Southeast devient le nouveau sponsor principal de l'équipe qui change de nom et recrute l'Italien Alessandro Petacchi. L'équipe reprend toutefois le nom de Yellow Fluo durant tout le mois de janvier, notamment lors du Tour du Táchira.
L'équipe s'appelle Southeast-Venezuela du 1er janvier au 3 mai 2016 inclus puis prend Wilier Triestina-Southeast comme nouvelle appellation le lendemain au départ du Tour d'Azerbaïdjan 2016.
Renommée Neri Sottoli-Selle Italia-KTM en 2019, elle prend la dénomination de Vini Zabù en 2020 et 2021. À l'issue de la saison 2021, l'équipe perd sa licence d'UCI Pro Team et son sponsor principal qui rejoint une autre équipe, la formation World Tour belge Intermarché-Wanty-Gobert Matériaux. L'équipe italienne disparait finalement à l'issue de cette saison 2021.

## Dopage
En 2010, Alessandro Colò est contrôlé positif au clenbuterol, peu avant le Tour du Mexique. Il est suspendu un an et condamné à une amende de 1 000 francs suisses.
Le 18 mars 2011, l'UCI annonce « un résultat d'analyse anormal (présence d'hormone de croissance recombinante) dans un échantillon de sang prélevé sur Patrik Sinkewitz lors d'un contrôle en compétition effectué [...] le 27 février 2011 lors du GP de Lugano ». Il est provisoirement suspendu et risque la suspension à vie en raison de sa récidive. En juin 2012, la tribunal arbitral du sport allemand blanchit Sinkewitz. Le 24 février 2014, le Tribunal arbitral du sport (TAS) confirme la décision de l'agence antidopage allemande (NADA) et lui inflige une suspension de huit ans, jusqu'en 2022.
En avril 2013, Danilo Di Luca est recruté par l'équipe Vini Fantini-Selle Italia. Il amène avec lui le sponsor de son ancienne équipe, Acqua e Sapone, qui apparaît sur le maillot de l'équipe Vini Fantini lors du Tour d'Italie,. Le 24 mai, la Gazzetta dello Sport annonce qu'il est positif à l'EPO lors d'un contrôle inopiné à son domicile effectué le 29 avril. Il est immédiatement licencié par son équipe. Le 5 décembre, le Tribunal National Antidopage italien condamne Danilo Di Luca à la suspension à vie et à une amende de 35 000 euros.
Toujours en 2013, Mauro Santambrogio, devenu membre de l'équipe, obtient plusieurs résultats grâce à ses performances en montagne et termine pour la première fois dans les dix premiers du Tour d'Italie avec en plus une victoire sur la 14e étape. Ces performances, en net progrès par rapport aux années précédentes, suscitent des doutes y compris au sein de son équipe. Une semaine après la fin du Giro, un contrôle positif du coureur italien à l'EPO est annoncé, quelques jours après la révélation du cas positif de son coéquipier Danilo Di Luca à la même substance. Il est sanctionné de dix-huit mois de suspension après avoir collaboré avec la CIRC.

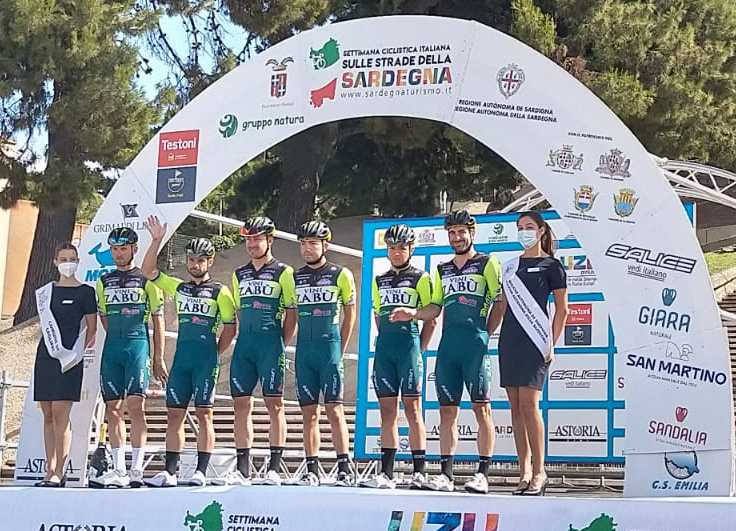
L'équipe Vini Zabù lors de la présentation de la 4e étape de la Semaine italienne du cyclisme 2021 à Cagliari.

Matteo Rabottini est contrôlé positif à l'EPO le 8 août 2014 en dehors d'une compétition. Son échantillon B confirme la présence d'EPO, il est suspendu jusqu'au 6 mai 2016 (soit 21 mois sans compétition).
Le 9 juin 2015, l'Union cycliste internationale annonce que Ramón Carretero a fait l'objet d'un contrôle positif à l'EPO le 22 avril 2015, peu avant le Tour de Turquie. Il est provisoirement suspendu en attendant une issue apportée par la fédération nationale et la décision de la Commission Antidopage de l'UCI et du Tribunal arbitral du sport avant d'être retiré de l'effectif à partir de 16 juin 2015. Le 17 février 2016, il est suspendu 4 ans par l'UCI, soit jusqu'au 7 juin 2019,.
Le 16 septembre 2016, il est annoncé que Samuele Conti a subi un contrôle positif à l'hormone de croissance le 13 août de la même année. Il est retiré de l'effectif de l'équipe, puis suspendu jusqu'au 13 mars 2020.
Le 22 octobre 2020, Matteo Spreafico est suspendu après un contrôle antidopage anormal effectué par l'UCI. Les taux anormaux relevés d'ostarine (agent anabolisant) lors des 12e et 13e étapes du Tour d'Italie entraînent sa suspension provisoire, puis une suspension de trois ans, soit jusqu'au 21 octobre 2023. Le 30 mars 2021, Matteo de Bonis est contrôlé positif à l'EPO et suspendu trois ans par l'Union cycliste internationale,. À la suite de ces deux contrôles positifs en moins de 12 mois, l'équipe décide de renoncer à sa participation au Tour d'Italie 2021 pour « envoyer un message important au monde du cyclisme. Que ce soit une leçon pour tous les athlètes qui essaient encore de tricher »,. L'UCI suspend l'équipe de toute compétition pour une durée d'un mois, entre le 7 avril et le 6 mai 2021.

## Principales victoires

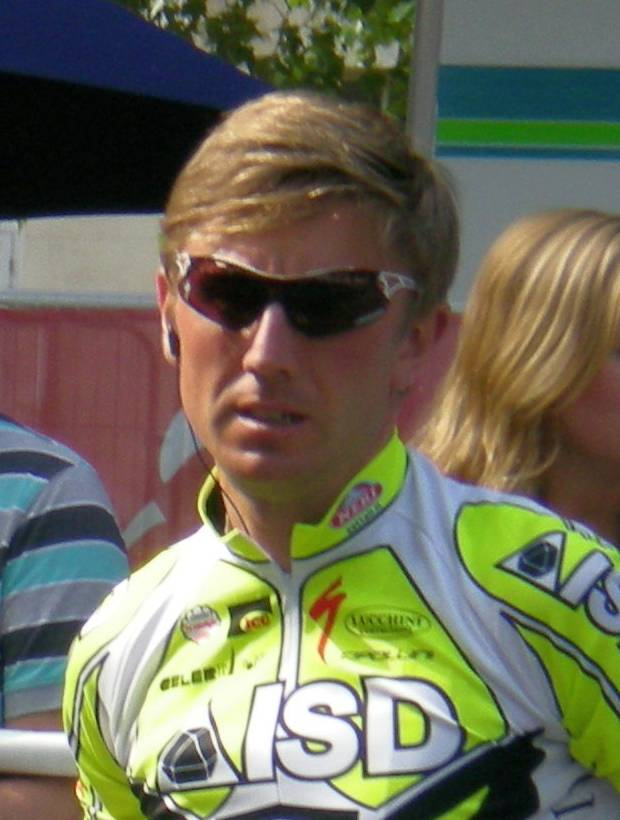
Bartosz Huzarski au Tour de Grande-Bretagne 2009

### Courses d'un jour
- Coppa Agostoni : 2009 (Giovanni Visconti)
- Trofeo Melinda : 2009 (Giovanni Visconti)
- Grand Prix de l'industrie et du commerce de Prato : 2009 (Giovanni Visconti)
- Classica Sarda : 2010 (Giovanni Visconti)
- Gran Premio Nobili Rubinetterie : 2010 (Oscar Gatto), 2014 (Simone Ponzi)
- Giro della Romagna : 2010 (Patrik Sinkewitz), 2011 (Oscar Gatto)
- Trofeo Matteotti : 2011 (Oscar Gatto), 2012 (Pierpaolo De Negri)
- Gran Premio dell'Insubria : 2011 (Giovanni Visconti)
- Gran Premio Industria e Commercio Artigianato Carnaghese : 2011 (Giovanni Visconti)
- Grand Prix de l'industrie et de l'artisanat de Larciano : 2012 (Filippo Pozzato), 2013 (Mauro Santambrogio)
- Jurmala Grand Prix : 2012 (Rafael Andriato)
- Châteauroux Classic : 2012 (Rafael Andriato)
- Giro del Veneto : 2012 (Oscar Gatto)
- Dwars door Vlaanderen : 2013 (Oscar Gatto)
- Riga-Jūrmala GP : 2013 (Francesco Chicchi)
- Jūrmala GP : 2013 (Francesco Chicchi)
- Grand Prix de la côte étrusque : 2014 (Simone Ponzi), 2015 (Manuel Belletti)
- Grand Prix de Lugano : 2014 (Mauro Finetto)
- Dwars door Drenthe : 2014 (Simone Ponzi), 2015 (Manuel Belletti)
- Trofeo Laigueglia : 2016 (Andrea Fedi), 2019 (Simone Velasco)
- Balkan Elite Road Classics : 2016 (Eugert Zhupa)
- Tour of Yancheng Coastal Wetlands : 2016 (Jakub Mareczko)
- Trofej Umag-Umag Trophy : 2021 (Jakub Mareczko)

### Courses par étapes
- Tour de Langkawi : 2010 (José Rujano)
- Tour de Turquie : 2010 (Giovanni Visconti)
- Tour du Limousin : 2014 (Mauro Finetto)
- Sibiu Cycling Tour : 2015 (Mauro Finetto)
- Tour du lac Taihu : 2015 (Jakub Mareczko), 2017 (Jakub Mareczko)
- Tour de Chine I : 2017 (Liam Bertazzo)
- Tour de Hainan : 2017 (Jacopo Mosca)
- Tour de Toscane : 2019 (Giovanni Visconti)
- Tour du Limousin-Nouvelle-Aquitaine : 2020 (Luca Wackermann)

### Championnats nationaux
- Championnats d'Albanie sur route : 3
  - Course en ligne : 2016 (Eugert Zhupa)
  - Contre-la-montre : 2015 et 2016 (Eugert Zhupa)
- Championnats d'Italie sur route : 2
  - Course en ligne : 2010 et 2011 (Giovanni Visconti)
- Championnat de Serbie sur route : 1
  - Contre-la-montre : 2020 (Veljko Stojnić)
- Championnats d'Ukraine sur route : 1
  - Contre-la-montre : 2009 (Andriy Grivko)

## Résultats sur les grands tours
- Tour d'Italie
  - 10 participations (2009, 2011, 2012, 2013, 2014, 2015, 2016, 2017, 2018, 2020)
  - 3 victoires d'étapes :
    - 1 en 2011 : Oscar Gatto
    - 2 en 2012 : Matteo Rabottini, Andrea Guardini
    - 1 en 2013 : Mauro Santambrogio[n 1]

  - Meilleur classement : 17e en 2014 (Matteo Rabottini)
  - 1 classement annexe :
    - Grand Prix de la montagne : Matteo Rabottini (2012)

## Classements UCI
Durant sa première saison, l'équipe participe à des épreuves de l'UCI Europe Tour et de l'UCI Asia Tour. En Europe Giovanni Visconti remporte le classement individuel de ce calendrier consécutivement en 2009, 2010 et 2011.
Elle a également été invitée à des épreuves du calendrier mondial. Elle figure au classement mondial, établi sur la base de ce calendrier, à la 34e et dernière place avec 3 points. Ceux-ci ont été acquis par Igor Abakoumov au Tour de Pologne (2 pts) et Dmytro Grabovskyy au Tour d'Italie.
UCI Africa Tour
| Saison | Classement par équipes | Meilleur coureur au classement individuel |
| ------ | ---------------------- | ----------------------------------------- |
| 2018   | 11e                    | Ilia Koshevoy (45e)                       |

UCI America Tour
| Saison | Classement par équipes | Meilleur coureur au classement individuel |
| ------ | ---------------------- | ----------------------------------------- |
| 2009   | 21e                    | Andriy Grivko (102e)                      |
| 2012   | 20e                    | Rafael Andriato (42e)                     |
| 2013   | 13e                    | Mauro Santambrogio (80e)                  |
| 2014   | 15e                    | Rafael Andriato (81e)                     |
| 2015   | 23e                    | Jakub Mareczko (65e)                      |
| 2016   | 27e                    | Yonder Godoy (201e)                       |
| 2017   | 49e                    | Julen Amezqueta (395e)                    |
| 2021   | -                      | Roberto González (128e)                   |

UCI Asia Tour
| Saison | Classement par équipes | Meilleur coureur au classement individuel |
| ------ | ---------------------- | ----------------------------------------- |
| 2009   | 40e                    | Denys Kostyuk (161e)                      |
| 2010   | 22e                    | Pierpaolo De Negri (108e)                 |
| 2011   | 5e                     | Andrea Guardini (8e)                      |
| 2012   | 10e                    | Andrea Guardini (3e)                      |
| 2013   | 11e                    | Francesco Chicchi (15e)                   |
| 2014   | 52e                    | Francesco Chicchi (144e)                  |
| 2015   | 5e                     | Jakub Mareczko (2e)                       |
| 2016   | 16e                    | Jakub Mareczko (18e)                      |
| 2017   | 2e                     | Jakub Mareczko (3e)                       |
| 2018   | 5e                     | Jacopo Mosca (11e)                        |

UCI Europe Tour
| Saison | Classement par équipes | Meilleur coureur au classement individuel |
| ------ | ---------------------- | ----------------------------------------- |
| 2009   | 5e                     | Giovanni Visconti (1er)                   |
| 2010   | 3e                     | Giovanni Visconti (1er)                   |
| 2011   | 6e                     | Giovanni Visconti (1er)                   |
| 2012   | 14e                    | Oscar Gatto (41e)                         |
| 2013   | 7e                     | Mauro Santambrogio (21e)                  |
| 2014   | 4e                     | Mauro Finetto (5e)                        |
| 2015   | 9e                     | Manuel Belletti (13e)                     |
| 2016   | 13e                    | Filippo Pozzato (38e)                     |
| 2017   | 33e                    | Manuel Belletti (162e)                    |
| 2018   | 45e                    | Simone Velasco (345e)                     |
| 2019   | 10e                    | Giovanni Visconti (63e)                   |
| 2020   | 10e                    | Lorenzo Rota (126e)                       |
| 2021   | 54e                    | Jakub Mareczko (335e)                     |

UCI Oceania Tour
| Saison | Classement par équipes | Meilleur coureur au classement individuel |
| ------ | ---------------------- | ----------------------------------------- |
| 2009   | 17e                    | Simon Clarke (30e)                        |

En 2009 et 2010, un classement mondial a remplacé celui de l'UCI ProTour. Contrairement à ce dernier, il inclut les équipes continentales professionnelles.
| Saison | Classement par équipes | Meilleur coureur au classement individuel |
| ------ | ---------------------- | ----------------------------------------- |
| 2009   | 34e                    | Igor Abakoumov (246e)                     |

En 2016, le Classement mondial UCI qui prend en compte toutes les épreuves UCI est mis en place parallèlement à l'UCI World Tour et aux circuits continentaux. Il concerne toutes les équipes UCI.
| Saison | Classement par équipes | Meilleur coureur au classement individuel |
| ------ | ---------------------- | ----------------------------------------- |
| 2016   | -                      | Filippo Pozzato (107e)                    |
| 2017   | -                      | Jakub Mareczko (138e)                     |
| 2018   | -                      | Jakub Mareczko (247e)                     |
| 2019   | 29e                    | Giovanni Visconti (76e)                   |
| 2020   | 30e                    | Lorenzo Rota (153e)                       |
| 2021   | 81e                    | Jakub Mareczko (408e)                     |

## Vini Zabù en 2021
| Coureur              | Date de naissance | Nationalité     | Équipe 2020                  | Équipe 2022                          |
| -------------------- | ----------------- | --------------- | ---------------------------- | ------------------------------------ |
| Andrea Bartolozzi    | 03/05/1999        | Italie          | Vini Zabù-KTM                | Beltrami TSA-Tre Colli               |
| Liam Bertazzo        | 17/02/1992        | Italie          | Vini Zabù-KTM                |                                      |
| Mattia Bevilacqua    | 17/06/1998        | Italie          | Vini Zabù-KTM                | Fin de carrière                      |
| Simone Bevilacqua    | 22/02/1997        | Italie          | Vini Zabù-KTM                | Eolo-Kometa                          |
| Matteo De Bonis      | 26/09/1995        | Italie          | Vini Zabù-KTM                |                                      |
| Andrea Di Renzo      | 24/01/1995        | Italie          | Vini Zabù-KTM                | Fin de carrière                      |
| Marco Frapporti      | 30/03/1985        | Italie          | Vini Zabù-KTM                |                                      |
| Roberto González     | 21/05/1994        | Panama          | Vini Zabù-KTM                |                                      |
| Kamil Gradek         | 17/09/1990        | Pologne         | CCC Team                     | Bahrain Victorious                   |
| Alessandro Iacchi    | 26/05/1999        | Italie          | Vini Zabù-KTM                | Team Qhubeka                         |
| Jakub Mareczko       | 30/04/1994        | Italie          | CCC Team                     | Alpecin-Fenix                        |
| Davide Orrico        | 17/02/1990        | Italie          | Team Vorarlberg-Santic       |                                      |
| Daniel Pearson       | 26/02/1994        | Grande-Bretagne | Canyon dhb p/b Soreen        |                                      |
| Jan Petelin          | 02/07/1996        | Luxembourg      | Vini Zabù-KTM                |                                      |
| Joab Schneiter       | 06/08/1998        | Suisse          | Swiss Racing Academy         |                                      |
| Riccardo Stacchiotti | 08/11/1991        | Italie          | Vini Zabù-KTM                | Fin de carrière                      |
| Veljko Stojnić       | 04/02/1999        | Serbie          | Vini Zabù-KTM                | Team Corratec                        |
| Leonardo Tortomasi   | 21/01/1994        | Italie          | Vini Zabù-KTM                |                                      |
| Wout van Elzakker    | 14/11/1998        | Pays-Bas        | Team Differdange-GeBa (2019) | Bahrain Cycling Academy              |
| Etienne van Empel    | 14/04/1994        | Pays-Bas        | Vini Zabù-KTM                | China Glory Continental Cycling Team |
| Edoardo Zardini      | 02/11/1989        | Italie          | Vini Zabù-KTM                | Drone Hopper-Androni Giocattoli      |

## Saisons précédentes
- Neri Sottoli en 2014
- Southeast en 2015
- Wilier Triestina-Southeast en 2016
- Wilier Triestina-Selle Italia en 2017
- Wilier Triestina-Selle Italia en 2018
- Neri Sottoli-Selle Italia-KTM en 2019